# De dag des oordeels (film)
De dag des oordeels (Deens: Vredens dag) is een film van de Deense regisseur Carl Theodor Dreyer uit het jaar 1943.

## Verhaal
In 1623 wordt in een Deens dorp de oude vrouw Herlofs Marte beticht van hekserij. Ze vlucht naar het huis van de priester Absalon. Anne, de vrouw van Absalon, verbergt haar op zolder. Ze wordt echter gevonden door haar vervolgers. Haar proces wordt geleid door Absalon, die haar ziel wil redden van het vagevuur, maar veroordeelt haar desondanks toch tot de brandstapel.
Tussen Martin, de pas teruggekeerde zoon van Absalon, en Anne ontstaat een liefdesrelatie. Absalons moeder, Merete, haat Anne, omdat zij haar verdenkt van hekserij. Ze vermoedt dat Martin en Anne een relatie hebben en waarschuwt haar kleinzoon. Die kan zijn relatie met Anne echter niet verbreken. Anne stelt zich voor hoe mooi haar leven zou kunnen zijn, mocht haar man dood zijn. Wanneer Absalon op een avond thuiskomt, vertelt ze hem over haar relatie met Martin. Absalon sterft vervolgens aan een hartstilstand.
Bij de doodkist van haar zoon beschuldigt Merete Anne ervan dat ze Absalon gedood heeft met behulp van hekserij. Wanneer ook Martin afstand neemt van Anne, bekent Anne haar daad.

## Rolverdeling
| Acteur              | Personage         |
| ------------------- | ----------------- |
| Thorkild Roose      | Absalon Pederssøn |
| Lisbeth Movin       | Anne Pedersdotter |
| Preben Lerdorff Rye | Martin            |
| Sigrid Neiiendam    | Merete            |
| Anna Svierkier      | Herlofs Marte     |
| Preben Neergaard    | Degn              |
| Olaf Ussing         | Laurentius        |
| Albert Høeberg      | Bisschop          |